# Władysław Raginis
Władysław Raginis (Dunaburgo, 27 de junho de 1908 – 10 de setembro de 1939) foi um comandante militar polonês durante a Guerra Defensiva Polonesa de 1939 contras a Alemanha Nazista de uma pequena força que mantinha as posições de defesa fortificadas polonesas contra uma invasão muito maior durante a Batalha de Wizna. Como as posições foram mantidas com grande custo por três dias antes de serem aniquiladas com poucos sobreviventes, Wizna é referida como Termópilas Polonesas e o Capitão Raginis como um Leônidas moderno.

## Antecedentes
Raginis nasceu na aldeia de Zariņi (Zariny) perto de Dźwińsk (Daugavpils), Courland Governorate, Império Russo (atual Letônia) em uma família de proprietários de terras com tradições patrióticas. Logo depois de se formar em um ginásio em 1927, ele se juntou à Escola NCO de Infantaria em Komorowo perto de Ostrów Mazowiecka onde ele era um estudante medíocre e completou seus estudos em 1928. Ele então completou uma curta prática militar e no mesmo ano se matriculou na Infantaria Escola de Oficiais em Ostrów Mazowiecka. Um de seus colegas de escola lembrou: 
" Ele tinha um sotaque da fronteira e era quieto e tímido. Cabelo fino, pequeno e loiro ... "
Depois de se formar em 15 de julho de 1930, ele foi designado para o 76º Regimento de Infantaria estacionado em Grodno, onde foi comandante de pelotão e instrutor-professor do Corpo de Cadetes Escolares. Em 1939, como distinção, ele foi promovido a tenente e depois a capitão e designado para a elite do Corpo de Defesa da Fronteira (KOP) como comandante da 3ª companhia, batalhão de metralhadoras pesadas, da Defesa da Fronteira Regimento do Corpo de exército "Sarny" sob o comando do Tenente-Coronel Nikodem Sulik.

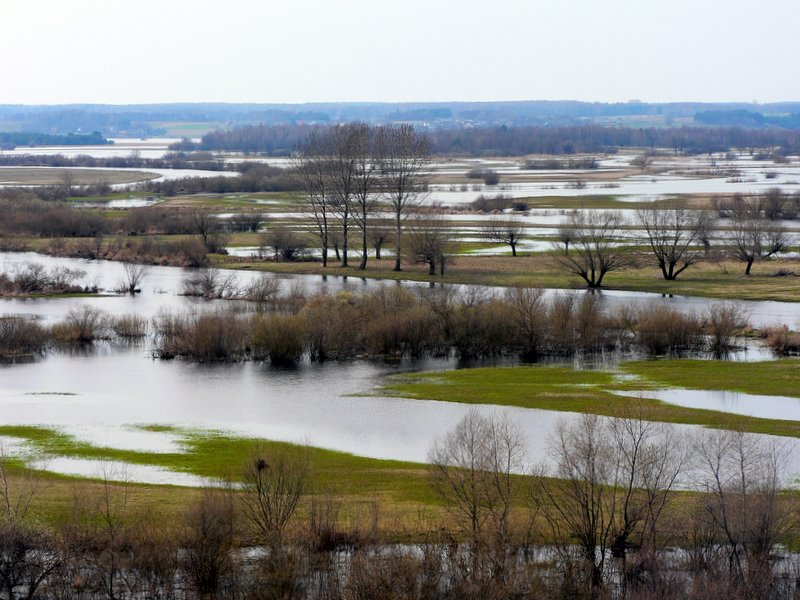
Campo de batalha de Wizna com vista para o rio Narew perto de Góra Strękowa.

No final do verão de 1939, o Regimento "Sarny" enviou o grosso de suas forças para a Alta Silésia para guarnecer a Área Fortificada da Silésia, algumas unidades, incluindo Raginis, foram para a Fortaleza Osowiec, perto da fronteira com a Prússia Oriental.
Em antecipação à eclosão da Segunda Guerra Mundial, em 2 de setembro de 1939, o Major Jakub Fober deu a Raginis o comando de toda a Área Fortificada de Wizna, um buffer de 9 quilômetros (5,6 milhas) entre o Rio Narew e o Rio Biebrza, que fazia parte da linha defensiva do Grupo Operacional Independente "Narew" na ala direita das forças polonesas. "Wizna" garantiu uma importante artéria de comunicação, a estrada Łomża - Białystok e a ferrovia Zambrów - Osowiec.
É importante notar que alguns dos abrigos estavam incompletos quando a guerra estourou, alguns tinham pouca ou nenhuma ventilação, muitos deles não estavam camuflados e alguns não estavam equipados com cúpulas de observação blindadas. O estado incompleto dos abrigos reduziu significativamente a capacidade de combate das posições. 

## A batalha de Wizna
Em 7 de setembro, as forças de Raginis (aproximadamente 720 homens, dos quais cerca de 650 foram mortos) foram atacadas por mais de 42 000 soldados alemães. Para manter o moral de seus homens alto, Raginis prometeu que não deixaria seu posto com vida.

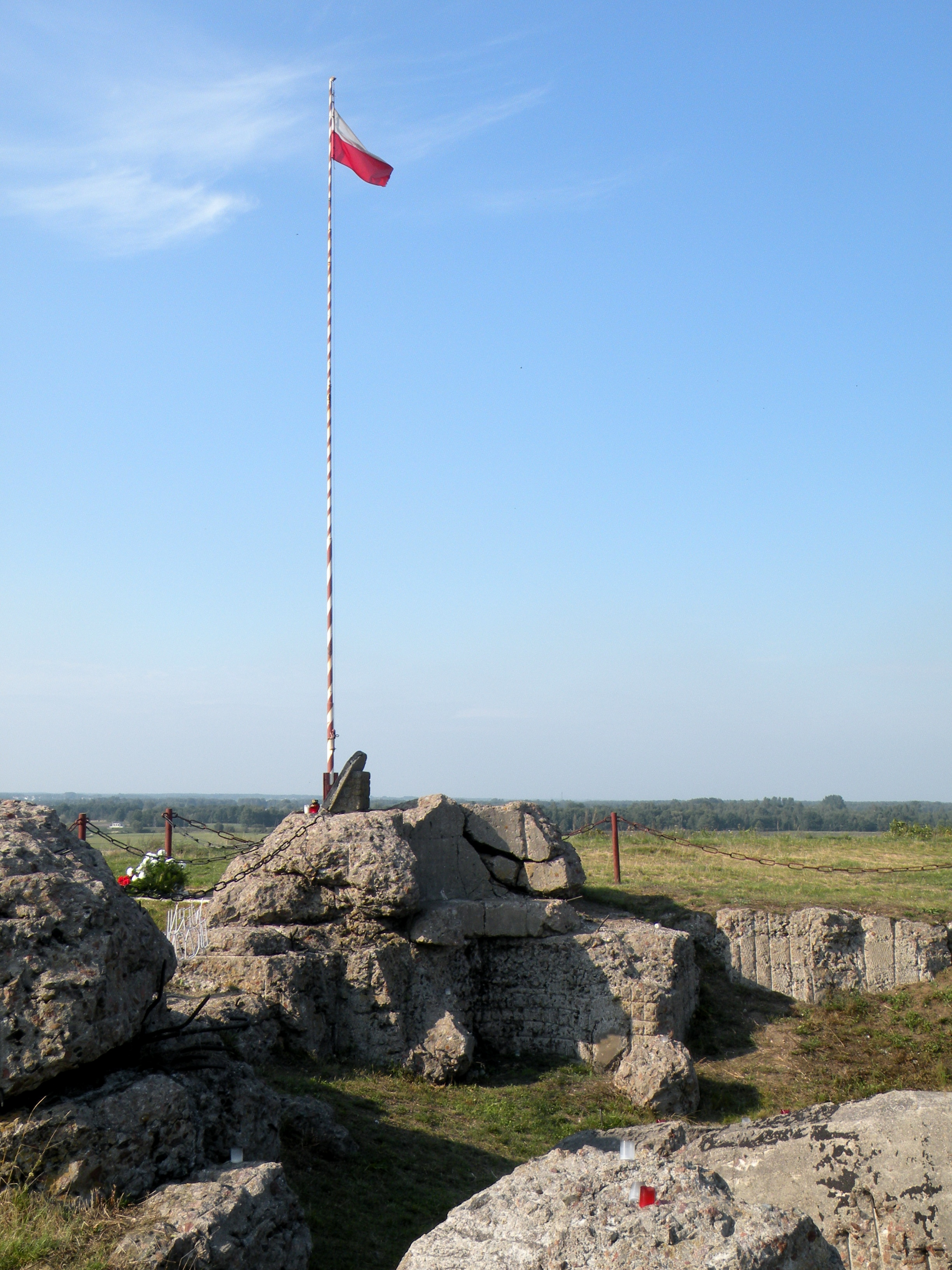
Monumento a Władysław Raginis perto de Góra Strękowa

A defesa de Wizna contra todas as adversidades durou três dias. Em 10 de setembro de 1939, o bunker comandado por Raginis era o último bolsão de resistência remanescente. Embora gravemente ferido, Raginis ainda comandava suas tropas. Ao meio-dia do terceiro dia, o comandante alemão, Heinz Guderian, ameaçou que todos os prisioneiros de guerra poloneses seriam fuzilados se a defesa do bunker não cessasse. Voltando-se para seus homens no abrigo, Raginis agradeceu-lhes por sua bravura e por cumprirem seu dever. Ele então ordenou que eles se rendessem e deixassem o abrigo - ele manteria sua palavra e não se renderia. Seweryn Biegański, o último a deixar o abrigo, descreve o momento; 
"O capitão olhou para mim com ternura e suavemente pediu-me que saísse. Quando estava na saída, fui atingido nas costas por uma rajada forte e ouvi uma explosão."
Raginis decidiu acabar com a resistência e suicidou-se atirando-se sobre uma granada.
Em seus diários, Guderian observou que 900 soldados alemães foram mortos em combate, embora esse número seja provavelmente uma estimativa baixa. É certo, porém, que a Wehrmacht perdeu pelo menos 10 tanques e vários outros AFVs na luta. 

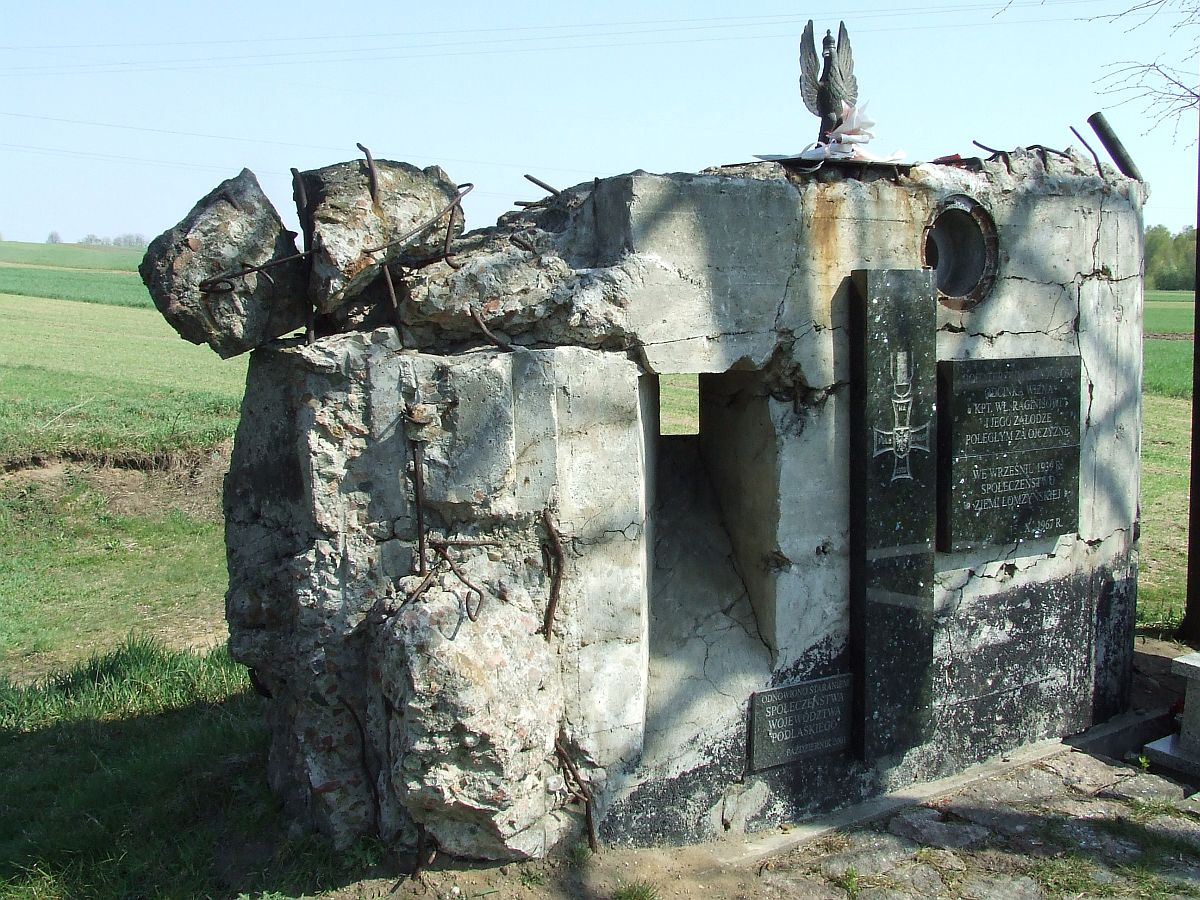
Ruínas de um dos bunkers, agora um memorial

A defesa de Wizna, apesar do claro desequilíbrio de forças, de que os defensores estavam cientes, foi significativa. Ele havia imobilizado as forças alemãs por dois dias, permitindo que os remanescentes das tropas polonesas no oeste da Polônia defendessem a capital, Varsóvia. Isso ajudou a ganhar tempo para muitas unidades polonesas e a liderança do governo conduzir uma retirada ordenada para a cabeça de ponte romena (polonês: Przedmoście rumuńskie).
Os alemães concordaram em permitir o enterro dos cadáveres de Raginis e do tenente Stanisław Brykalski por Kazimierz Puchowicz, um amigo de Raginis, próximo ao bunker onde uma árvore foi plantada como um memorial improvisado. Quando o Exército Vermelho entrou em Wizna, as autoridades soviéticas ordenaram que os corpos fossem desenterrados e movidos ao lado da estrada Łomża - Białystok, onde hoje existe um obelisco. Seu túmulo simbólico está localizado próximo às ruínas do bunker em que ele morreu.
 

A inscrição na placa do monumento diz; 
Przechodniu, powiedz Ojczyźnie, żeśmy walczyli do końca, spełniając swój obowiązek
que se traduz para o inglês como:
Transeunte, diga à Pátria que lutamos até o fim, cumprindo nosso dever
(No estilo do epitáfio para os soldados nas Termópilas).
A família de Raginis foi oficialmente notificada de sua morte em Wizna três anos depois, em 1943, quando sua irmã, Maria Morawska, recebeu um aviso da Cruz Vermelha.

## Leitura Adicional
- Kosztyła Zygmunt, Obrona odcinka "Wizna" 1939, BKD (Bitwy, Kampanie, Dowódcy) [7/76], 1976
- Kupidura P., Zahor M., Wizna, Wojskowy Przegląd Techniczny i Logistyczny, nr 3, 1999
- Moorhouse Roger, First to Fight: The Polish War, 1939, Bodley Head, 2019
- Stawiński Kazimierz, Bój pod Wizną. Warszawa 1964. Wydawnictwo Ministerstwa Obrony Narodowej.
- Wiktorzak A., Wizna - Polskie Termopile, Głos Weterana, nr 9, 1997